# Josef Lense
Josef Lense (* 28. Oktober 1890 in Wien; † 28. Dezember 1985 in München) war ein österreichischer Mathematiker.
Lense promovierte 1914 bei Samuel Oppenheim an der Universität Wien in Astronomie. 1918 postulierte er zusammen mit Hans Thirring den nach ihnen benannten Lense-Thirring-Effekt der allgemeinen Relativitätstheorie. Diese Leistung verschaffte ihm Weltruf vor allem unter Physikern.
1927–1928 war er außerordentlicher und 1928–1946 ordentlicher Professor für Angewandte Mathematik an der Technischen Hochschule, später Technischen Universität München. Von 1946 bis 1961 war er nach der Emeritierung von Georg Faber Direktor des dortigen Mathematischen Instituts. Seit 1948 war er ordentliches Mitglied der Bayerischen Akademie der Wissenschaften.
Als Mathematiker beschäftigte er sich mit Speziellen Funktionen für Kugelfunktionen und Differentialgeometrie im Komplexen. Er unterrichtete an der TU München nicht nur Mathematiker, sondern zahlreiche Ingenieure und Naturwissenschaftler in Höherer Mathematik.
Zu seinen Doktoranden zählen  Roland Bulirsch und Hanfried Lenz.

## Werke
- Vorlesungen über höhere Mathematik. Leibniz-Verlag 1948 und weitere Auflagen.
- Vom Wesen der Mathematik und ihren Grundlagen. Leibniz-Verlag 1949.
- Kugelfunktionen. Geest und Portig 1954.
- Reihenentwicklungen in der mathematischen Physik. Verlag de Gruyter 1947, weitere Auflage 1953.
- Analytische projektive Geometrie. 1965.
- Grundbegriffe der Analysis, Gewöhnliche Differentialgleichungen, Funktionentheorie, Partielle Differentialgleichungen, Elliptische Funktionen und Integrale, in Siegfried Flügge (Herausgeber): Handbuch für Physik/Encyclopedia of Physics Mathematical Methods, Band 1, Springer Verlag 1956 (und schon im Handbuch der Physik 1928)